# Hatsuyume
Hatsuyume (japanisch 初夢 ‚erster Traum‘) ist ein japanischer Aberglaube über den ersten Traum im neuen Jahr. Da die Menschen nach dem japanischen Neujahrsfest am ersten Januar erst wieder zum normalen Alltag finden, ist es der Traum in der Nacht zum zweiten Januar. Dieser hat sich aufgrund der verschiedenen japanischen Kalender jedoch im Verlauf der Geschichte verschoben.
Der Traum soll vorhersagen, welche Erwartungen der Träumende an das neue Jahr stellen kann.
Seit der Feudalzeit gab es verschiedene Bräuche und Anstrengungen, welche helfen sollten, dass ein glücklicher Traum geträumt wird. So legten sich in der Muromachi-Zeit die Menschen aller Gesellschaftsschichten ein Abbild eines Segelschiffs (Takarabune) mit dem Wort „Schatz“ auf den Segeln unter ihre Kopfkissen.
Es soll Glück bringen, zuerst vom Berg Fuji, zweitens von einem Falken (Taka) und schließlich drittens von einer Aubergine (一富士二鷹三茄子 ichi fuji, ni taka, san nasubi) zu träumen. Dieser Glaube findet sich seit der Edo-Zeit wieder. Die genaue Herkunft dieses Aberglaubens ist nicht geklärt. Eine Theorie lautet, dass es sich dabei um hohe Gegenstände handelt. Der Fuji ist der höchste Berg Japans, ein Berg in der Nähe und etwa halb so hoch ist der Ashitaka. Auberginen könnten deshalb gewählt worden sein, da sie im alten Japan einen hohen Preis hatten.
Gelegentlich wird dieses Tripel fortgesetzt durch Fächer, Tabak und blinder Mönch (四扇五多波姑六座頭 shi ōgi, go tabako, roku zatō).